# Bord'Eau
Bord'Eau, voluit Bord'Eau Restaurant Gastronomique, is een restaurant in Hotel de l'Europe in Amsterdam dat sinds 2013 in het bezit was van 1 of twee Michelinsterren. Het restaurant sloot op 1 september 2021.
Per 1 januari 2018 is Bas van Kranen de chef-kok van het restaurant. Zijn voorganger was Richard van Oostenbrugge die eerst verantwoordelijk was voor restaurant Excelsior (2010-2011) en later (2012-2017) van Bord'Eau.
Onder leiding van chef-kok Richard van Oostenbrugge kreeg Bord'Eau in de Michelingids voor 2013 een Michelinster en in die voor 2014 een tweede. In de gids voor 2018 verloor het restaurant haar tweede ster. GaultMillau kende het restaurant vanaf de gids voor 2015 17,5 van de maximaal 20 punten toe. In 2019 en 2020 had het restaurant onder Van Kranen in GaultMillau een waardering van 17 op 20. Het platform We’re Smart stelt jaarlijks een lijst samen van 100 wereldwijde restaurants die zich inzetten voor een duurzame keuken, Bord'eau behaalde in 2020 de derde plaats.